# Uwe Jacobsen
Uwe Jacobsen (* 22. September 1940 in Aschersleben) ist ein ehemaliger Schwimmer aus der Bundesrepublik Deutschland, der 1964 als Mitglied der gesamtdeutschen Mannschaft eine olympische Silbermedaille gewann.
Uwe Jacobsen startete für DSW 1912 Darmstadt, wo er zusammen mit Hans-Joachim Klein trainierte. Jacobsen gewann 1960, 1961 und 1963 die deutsche Meisterschaft auf der 100-Meter-Freistilstrecke. Er konnte sich sowohl 1960 als auch 1964 für die gesamtdeutsche Mannschaft qualifizieren. 1960 in Rom schied er sowohl im Einzel als auch mit der Lagenstaffel im Vorlauf aus. 1964 in Tokio belegte er über 100 Meter Freistil in 56,1 Sekunden den achten Platz, nachdem er im Halbfinale 54,8 Sekunden benötigt hatte. Mit der 4-mal-100-Meter-Freistilstaffel in der Besetzung Horst Löffler aus Ulm, Frank Wiegand aus Rostock, Uwe Jacobsen und Hans-Joachim Klein gewann er mit vier Sekunden Rückstand auf die Staffel aus den Vereinigten Staaten die Silbermedaille. Diese Staffel gehörte zu den wenigen Teams in der gesamtdeutschen Mannschaft, in dem ost- und westdeutsche Sportler gemeinsam antraten.
Für seine Erfolge erhielt er am 11. Dezember 1968 das Silberne Lorbeerblatt.